# Campionati europei di atletica leggera 2022 - Lancio del giavellotto maschile
La specialità del lancio del giavellotto maschile dei campionati europei di atletica leggera 2022 si è svolta tra il 19 e il 21 agosto all'Olympiastadion di Monaco di Baviera, in Germania.

## Podio
| Pos.    | Atleta          | Nazionalità | Tempo   | Note |
| ------- | --------------- | ----------- | ------- | ---- |
| Oro     | Julian Weber    | Germania    | 87,66 m |      |
| Argento | Jakub Vadlejch  | Rep. Ceca   | 87,28 m |      |
| Bronzo  | Lassi Etelätalo | Finlandia   | 86,44 m |      |

## Record
Prima di questa competizione, il record del mondo (RM), il record europeo (EU) ed il record dei campionati (RC) sono i seguenti:
| Record                | Prestazione | Atleta                      | Data                              | Competizione |
| --------------------- | ----------- | --------------------------- | --------------------------------- | ------------ |
| Record mondiale       | 98,48 m     | Jan Železný Rep. Ceca       | 25 maggio 1996 Jena, Germania     |              |
| Record europeo        | 98,48 m     | Jan Železný Rep. Ceca       | 25 maggio 1996 Jena, Germania     |              |
| Record dei campionati | 89,72 m     | Steve Backley Gran Bretagna | 23 agosto 1998 Budapest, Ungheria | Europei 1998 |

### Campione in carica
Il campione europeo in carica era:
| Campione | Atleta  | Prestazione            | Data                            | Competizione |
| -------- | ------- | ---------------------- | ------------------------------- | ------------ |
| Europeo  | 89,47 m | Thomas Röhler Germania | 9 agosto 2018 Berlino, Germania | Europei 2018 |

### La stagione
Prima di questa gara, gli atleti europei con le migliori tre prestazioni dell'anno erano:
| Pos. | Atleta                    | Prestazione | Data                               |
| ---- | ------------------------- | ----------- | ---------------------------------- |
| 1    | Jakub Vadlejch Rep. Ceca  | 90,88 m     | 13 maggio 2022 Doha, Qatar         |
| 2    | Oliver Helander Finlandia | 89,83 m     | 14 giugno 2022 Turku, Finlandia    |
| 3    | Julian Weber Germania     | 89,54 m     | 6 giugno 2022 Hengelo, Paesi Bassi |

## Risultati

### Qualificazioni
Si qualificano alla finale gli atleti che raggiungono i 83,50 m (Q) o i migliori dodici (q).
| Pos | Gruppo | Atleta                 | Nazionalità | 1ª prova | 2ª prova | 3ª prova | Risultato | Note |
| --- | ------ | ---------------------- | ----------- | -------- | -------- | -------- | --------- | ---- |
| 1   | B      | Jakub Vadlejch         | Rep. Ceca   | x        | 81,81    | -        | 81,81     | q    |
| 2   | B      | Julian Weber           | Germania    | 80,99    | 73,27    | x        | 80,99     | q    |
| 3   | B      | Lassi Etelätalo        | Finlandia   | 79,29    | -        | -        | 79,29     | q    |
| 4   | A      | Vítězslav Veselý       | Rep. Ceca   | 79,27    | -        | -        | 79,27     | q    |
| 5   | A      | Toni Kuusela           | Finlandia   | 78,80    | 79,26    | -        | 79,26     | q    |
| 6   | B      | Andrian Mardare        | Moldavia    | 75,13    | x        | 78,78    | 78,78     | q    |
| 7   | B      | Alexandru Novac        | Romania     | 77.68    | x        | 75,13    | 77,68     | q    |
| 8   | A      | Patriks Gailums        | Lettonia    | 77,55    | x        | 77,02    | 77,55     | q    |
| 9   | A      | Martin Konečný         | Rep. Ceca   | 72,01    | 77,49    | x        | 77,49     | q    |
| 10  | A      | Rolands Štrobinders    | Lettonia    | 77,33    | x        | 75,54    | 77,33     | q    |
| 11  | B      | Andreas Hofmann        | Germania    | x        | 77,29    | x        | 77,29     | q    |
| 12  | B      | Timothy Herman         | Belgio      | 77,20    | x        | -        | 77,20     | q    |
| 13  | B      | Toni Keränen           | Finlandia   | 77,01    | 76,63    | 74,62    | 77,01     |      |
| 14  | A      | Manu Quijera           | Spagna      | 76,67    | 74,23    | 76,51    | 76,67     |      |
| 15  | A      | Artur Felfner          | Ucraina     | x        | 76,06    | x        | 76,06     |      |
| 16  | B      | Felise Vaha'i Sosaia   | Francia     | 74,70    | 72,35    | 70,22    | 74,70     |      |
| 17  | B      | Gatis Čakšs            | Lettonia    | x        | 74,63    | x        | 74,63     |      |
| 18  | A      | Denis Adrian Both      | Romania     | 74,62    | 73,14    | 73,48    | 74,62     |      |
| 19  | A      | Roberto Orlando        | Italia      | 71,82    | 73,59    | 69,94    | 73,59     |      |
| 20  | A      | Leandro Ramos          | Portogallo  | 69,39    | 72,46    | 72,90    | 72,90     |      |
| 21  | A      | Arthur Wiborg Petersen | Danimarca   | x        | 71,51    | 72,82    | 72,82     |      |
| 22  | A      | Thomas Röhler          | Germania    | 70,66    | 71,31    | x        | 71,31     |      |
| 23  | B      | Jakob Samuelsson       | Svezia      | x        | x        | 70,39    | 70,39     |      |
| 24  | B      | Emin Öncel             | Turchia     | 68,97    | x        | 67,15    | 68,97     |      |

### Finale
| Pos     | Atleta              | Nazionalità | 1ª prova | 2ª prova | 3ª prova | 4ª prova | 5ª prova | 6ª prova | Risultato | Note                          |
| ------- | ------------------- | ----------- | -------- | -------- | -------- | -------- | -------- | -------- | --------- | ----------------------------- |
| Oro     | Julian Weber        | Germania    | 83,05    | x        | 77,01    | 87,66    | 83,33    | -        | 87,66     |                               |
| Argento | Jakub Vadlejch      | Rep. Ceca   | x        | 87,28    | 84,03    | x        | x        | x        | 87,28     |                               |
| Bronzo  | Lassi Etelätalo     | Finlandia   | 81,84    | 82,93    | x        | x        | 86,44    | x        | 86,44     | Miglior prestazione personale |
| 4       | Vítězslav Veselý    | Rep. Ceca   | x        | 76,76    | x        | 80,21    | 84,36    | 80,53    | 84,36     |                               |
| 5       | Toni Kuusela        | Finlandia   | 78,89    | x        | 79,66    | x        | 80,20    | -        | 80,20     |                               |
| 6       | Patriks Gailums     | Lettonia    | 70,41    | x        | 78,82    | x        | 77,00    | x        | 78,82     |                               |
| 7       | Andrian Mardare     | Moldavia    | 76,63    | 77,49    | 76,22    | x        | x        | x        | 77,49     |                               |
| 8       | Rolands Štrobinders | Lettonia    | 74,29    | x        | 76,16    | 77,10    | x        | x        | 77,10     |                               |
| 9       | Alexandru Novac     | Romania     | 75,78    | x        | 73,84    |          |          |          | 75,78     |                               |
| 10      | Timothy Herman      | Belgio      | 74,84    | 72,90    | 72,76    |          |          |          | 74,84     |                               |
| 11      | Andreas Hofmann     | Germania    | 74,75    | 74,42    | x        |          |          |          | 74,75     |                               |
| 12      | Martin Konečný      | Rep. Ceca   | x        | 73,48    | x        |          |          |          | 73,48     |                               |